# ثلاثي فلوريد البروم
ثلاثي فلوريد البروم هو مركب كيميائي بين هالوجيني صيغته BrF3، ويوجد على شكل سائل أصفر شاحب اللون.

## التحضير
يحضر المركب من تفاعل البروم مع الفلور؛ وفق التفاعل التالي:
{\displaystyle \mathrm {Br_{2}+3\ F_{2}\longrightarrow 2\ BrF_{3}} }
وكان بول لوبو قد تمكن سنة 1906 من تحضيره عند الدرجة 20 °س.
يمكن أن يستحصل أيضاً على ثلاثي فلوريد البروم من حدوث تفاعل عدم تناسب لمركب أحادي فلوريد البروم:
{\displaystyle \mathrm {3\ BrF\longrightarrow BrF_{3}+Br_{2}} }

## الخواص
يوجد المركب في الشروط القياسية على شكل سائل أصفر شاحب، بلون بشبه لون القش، وهو قابل للاسترطاب، ويتفاعل بشكل عنيف من الماء.
{\displaystyle {\ce {BrF3 + 2H2O -> 3HF + HBr + O2}}}
للمركب بنية جزيئية على شكل T، ويبلغ طول الرابطة المحورية 1.81 أنغستروم، أما الرابطة الاستوائية فيبلغ طولها 1.72 أنغستروم؛ أما زاوية الرابطة بين المستويين فتبلغ 86.2 °.

## الاستخدامات
يعد ثلاثي فلوريد البروم من العوامل المفلورة الجيدة، ويستخدم من أجل تحضير سداسي فلوريد اليورانيوم.